# 松原健之
松原 健之（まつばら たけし、1979年10月1日 - ）は、静岡県袋井市出身の日本の歌手。叙情性のあるオリジナル歌謡曲や昭和歌謡カバーを中心に演歌歌手としての活動を行い、澄んだ美しい歌声は「奇跡のクリスタルボイス」と高く評価されている。代表曲はデビュー曲でもある「金沢望郷歌」。所属事務所はアップフロントクリエイト（アップフロントグループ）、所属レコード会社はテイチクエンタテインメント（テイチクレコード）。

## 来歴
4歳の頃より家にあった8トラテープをおもちゃ代わりに『すきま風』や『みちづれ』等を歌っていた。
10代の頃から各種歌謡コンテストで上位入賞を果たす。
1993年、中学生でヤマハ「TEENS' MUSIC FESTIVAL '93 静岡大会」にて『夕焼け雲』（千昌夫）を歌いパフォーマンス賞受賞。
1996年、16歳で「第20回 長崎歌謡祭」にて『最後の雨』を歌い音楽プロデューサー特別賞受賞。
1996年、17歳で鈴木淳主宰の「パナホームカップ 第4回 全国歌の甲子園」全国大会にて『LA・LA・LA LOVE SONG』を歌い優秀賞受賞。
1997年、平尾昌晃の『チャレンジ歌バトル』（テレビ東京系）グランドチャンピオン大会にてグランドチャンピオン受賞。
高校生の頃に芸能プロダクションにスカウトされ、高校卒業後（1998年）、プロの歌手を目指して上京。当時所属していたそのプロダクションの紹介で、茜まさおより発声や歌唱の指導を受ける。また、野沢那智の経営する俳優養成学校パフォーミング・アート・センターにも勉強のため短期間通っていた。すぐにはデビュー出来ずプロダクションとの2年間の契約も切れ一度実家に帰るが、20歳の頃、再び上京し改めてプロの歌手を目指す。 中野日出美より民謡のマンツーマンレッスンも受けていた。
平尾昌晃の推薦により、劇団前進座創立70周年記念舞台『旅の終りに』の歌手志望の青年（早坂次郎）役のオーディションを受け、原作・脚本の五木寛之から抜擢（当時は小松原たけし名義）。五木寛之作詞（立原岬名義）の主題歌『旅の終りに』（作曲：菊池俊輔）を歌唱。2001年9月〜2004年3月、全国160回公演に客演し好評を博す。主演は中村梅雀、共演は浜田晃、山崎ハコ、林あさ美、他。松原が歌唱した『旅の終りに』は2002年、五木寛之プロデュースでCD化された（インディーズ）。
10代の頃は「上手いが声が綺麗で個性がない」等とコンテストの審査員等から言われることもあり「声が綺麗」と言われるのが苦痛だった。が、五木寛之から「持って生まれた声は変えることができない。何にも染まっていないのは宝だ」と、美しく澄んだ歌声の才能を見出された。
2004年より、小松原たけしから松原健之に改名。「松」は詩人・松永伍一の「松」、「之」は作家・五木寛之の「之」、二人の恩師の名から命名された（五木寛之との縁で、松永とはデビュー前の2001年より面識を得ていた。文壇界の大御所である二人の師から1文字ずつ戴くという、一般的な演歌歌手とは異なる経歴である）。
その五木寛之との縁で「恋歌サミットコンサートin KANAZAWA」、「五木寛之の「論楽会」」などに出演。2004年「恋歌サミット」で生まれた、五木寛之作詞オリジナルソング『金沢望郷歌』（作曲：弦哲也）を引っさげ、ミカン箱を持って9か月間、石川県内各地を廻り街頭ライブを行った（テレビ金沢『じゃんけんぽん』番組内で、2004年12月23日テレビ初披露）。金沢を舞台にしたこの歌の叙情的な美しさと、歌手を目指す若者がミカン箱の上に立ち、ひたむきに歌う初々しい姿が石川県民に好評だったため、テイチクレコードよりシングルリリースの話が舞い込む。
2005年9月21日、25歳の終わりに『金沢望郷歌』（編曲：前田俊明）でプロの歌手としてデビュー。五木ひろしの事務所、五木プロモーションに所属。『金沢望郷歌』MVにはデビュー前の松原が金沢市内を巡り、路上ライブを行う当時の映像も収録されている。
2005年、平成17年度「日本歌手協会・奨励賞」受賞。※新人賞に該当。
2005年、「第47回日本レコード大賞 作曲賞」を「金沢望郷歌」（作曲：弦哲也）が受賞。
2007年5月27日、最初の公式ブログ開設（エキサイトブログ・2008年更新終了）。
2008年8月10日、2番目の公式ブログ開設（アメーバブログ・現在も更新中）。
2008年11月、アップフロントエージェンシー（ジェイピィールーム）に移籍。
2009年7月10日、竹島宏、山内惠介、北川大介のユニット「イケメン3」に黒川真一朗と松原健之が加わった5人ユニット「五輪の華（ごりんのはな）」を結成。8月19日、明治座で「The Enka 五輪の華」コンサートを開催した。5人のために作られたオリジナルソング『笑顔の花で』（作詞：荒木とよひさ、作曲：弦哲也）『お〜い お〜い 演歌道』（作詞：荒木とよひさ、作曲：水森英夫）等が歌われた。
2009年9月30日、「日本作曲家協会音楽祭・奨励賞」を受賞。
2009年秋、ファンクラブ「まつたけ温泉」設立。
2010年2月12日、「松原健之ファーストコンサートin日本青年館」開催。
2012年、『あなたに逢えて』が、東映創立60周年記念作品 映画『北のカナリアたち』公式応援歌となる。同映画に青年医師役として出演。
2013年10月12日、「京都太秦 美空ひばり座」オープニングイベント出演。
2013年12月11日、石川県から「いしかわ観光特使」に任命される。
2014年2月8〜9日、ミャンマーでの「Japan Entertainment Festival 2014 in Myanmar」に日本代表として出演（JETROヤンゴン事務所主催）。
2014年10月6日、「日本作曲家協会音楽祭・奨励賞」を受賞。
2014年10月10日、「1964東京オリンピック・パラリンピック50周年記念祝賀会」にて「オリンピック讃歌」をバリトン歌手・吉武大地と歌唱。
2016年1月28日、静岡県袋井市から「ふくろい未来大使」に任命される。
2016年11月16日 、「日本作詩家協会コンテスト」と「日本作曲家協会音楽祭ソングコンテスト」との、両協会コンテストコラボグランプリ作品をリリース。『みちのく ふゆほたる』（グランプリ）、『夕風にひとり』（最優秀作品賞）。
2017年12月4日、「第50回 日本有線大賞」有線奨励賞を受賞。
2018年12月8日、「第51回 日本作詩大賞」に『花咲線～いま君に会いたい～』(作詩：石原信一)がノミネート。
2018年 12月11日、新曲『最北シネマ』が稚内を舞台にしていることから「稚内ふるさと大使」「T・ジョイ稚内名誉館長」に任命。
2018年、平成30年度「日本歌手協会・最優秀歌唱賞」受賞。
2019年 1月15～17日、「由紀さおり 50周年記念公演」(明治座)の第３部にショウタイムの日替わりゲストとして出演。
2019年 2月18日、「第1回 日本演歌歌謡大賞」優秀賞を『花咲線～いま君に会いたい～』で受賞。
2019年、「第61回日本レコード大賞 作詩賞」を『最北シネマ』（作詩：石原信一）が受賞。
2020年4月24日、オフィシャルTwitter（X)アカウント開設。
2021年2月15日、オフィシャルYouTubeチャンネル開設。
2021年、オフィシャルLINEアカウント開設。
2022年9月〜2023年1月、劇団前進座公演『雨あがる』（原作：山本周五郎）に客演し本格的な俳優業に取り組む（東京、名古屋、京都）。渡り芸人与十郎役として主題歌『悲しみの旅人よ』を歌唱。
2023年1月1日、所属事務所をジェイピィールームからアップフロントクリエイトへ移籍。
2024年6月19日、21作目のシングルとして『金沢望郷歌 2024』を発売。2005年のデビュー曲『金沢望郷歌』の元のアレンジを踏襲し新録。デビュー前にこの歌を石川県内の様々な場所で歌い、県民からの応援を受けて歌手デビューが決まった経緯から、2024年元日の能登半島地震の被害に心を痛め、石川県の人たちに少しでも力になりたい、寄り添いたいという恩返しの想いのもと、デビュー曲の新録を決意。タイトルに『2024』の年号を入れたのは震災を忘れないようにという作曲家・弦哲也の発案である。25歳の時に発表したデビュー曲を44歳の声で新たに歌い、イベント等では義援金募金活動を行う。また、カップリング曲は八代亜紀の『あなたに逢いたい』（1981年）をカバー。作詞が五木寛之、作曲が弦哲也と『金沢望郷歌』の作詞作曲の二人が初めて組んで作った歌でもあり、八代への追悼と、松原の師である五木・弦コンビの名曲を歌い継ぎたいという松原の想いから選曲された。「オリコン 週間 演歌・歌謡シングルランキング」(2024年7月1日付)で第1位を獲得。
2024年10月7日、『金沢望郷歌』にて「日本作曲家協会音楽祭・ベストカラオケ賞」を受賞。
全国各地で毎年コンサートツアーを行う他にも、CD販売促進のためのキャンペーンイベントや、各音楽イベント等への出演を積極的に行っている。2024年からは「松原健之トーク＆ライブ」と題してギター弾き語りを中心としたトーク＆ライブイベントを開始。
2024年、全国のコンサート会場等で能登半島地震被災者への募金活動を行い、募金額1,063,635円を2024年12月20日、「テレビ金沢能登半島地震義援金」に預けた。
2024年12月1日、  腹部の痛みを訴え、急性虫垂炎で緊急入院。13日間の抗生剤加療ののち退院し仕事復帰。2025年1月下旬、虫垂切除術の手術（1月23日）のため6日間入院。1月下旬、仕事復帰。
2025年6月18日 、松原健之20周年記念シングル第一弾として、日本音楽著作家連合主催「第39回　藤田まさと記念・新作歌謡作品コンクール」で、松原健之の歌唱を想定した多数の応募より最優秀作品として選ばれた2曲『愛になるふたり』（c/w『時にはあなたの…』）をリリース。
2025年6月25日、テレビ金沢『となりのテレ金ちゃん』内のコーナー企画「松原健之の出張！のとコン」開始（月イチ番組）。

## 人物・エピソード
2005年9月21日に『金沢望郷歌』にてデビュー。Perfumeや演歌歌手の谷龍介と同じ日である。
2005年のデビュー後も金沢市及び石川県内での活動の割合が高く、石川県にはデビュー前から応援してきた根強いファンが多い。
日本テレビ系『1番ソングSHOW』（2013年8月7日放送分）で、石川県民に石川県を代表するアーティストのアンケートをとったところ、松原健之が1位に選ばれるほどの知名度があった（2位以下は中田ヤスタカ、井上あずみ、竹仲絵里、CURIO（※中田、井上、CURIOボーカルは石川県出身）。
テレビ金沢のプロモーション情報番組『となりのテレ金ちゃん』内の「ぐるっと出前コンサート」（毎月第3月曜日）、「松原健之の うたに願いを」（スタジオで生歌披露の企画）、「松原健之の一曲だけのコンサート」（様々な演奏ユニットを訪ね、1曲だけのミニコンサートを開催する企画）（毎月第3または第4月曜日）のコーナーなどを担当していた。現在も『花のテレ金ちゃん』（金曜日放送）の月1レギュラーを務める（不定期）。
松原自身も「金沢は第2の故郷。実家に帰るより金沢へ来るのが多くなってしまった」と語っている。
澄んだ美しい歌声は、演歌・歌謡曲のレーベルに属する歌手としては異色の存在として、独自の歌世界を構築している。
望郷歌、旅情歌、悲恋、別れた人を想う歌など、叙情的、感傷的な歌詞の歌を多く歌う。テレビやラジオ、コンサート等ではカバー曲の披露も多い。
デビュー当時からのキャッチフレーズは、優しく透明感のある繊細な歌声から「奇跡のクリスタルボイス」。また、柔和で品のある佇まいと、その澄んだ清涼感溢れる歌声ゆえに "冬" や "雪" をイメージした楽曲に定評があり「雪歌の貴公子」とも呼称される。近年、円熟味を増した美しく人間味溢れる歌声は恩師の五木寛之より「ヒューマンボイス」とも命名されている。
また、2025年新曲「愛になるふたり」作曲を担当した江口隆法からは、松原の「温かく包み込むような歌声」を「ハートフルボイス」と表現されている。
さらに放送作家の鶴間政行は、2025年5月25日放送のラジオ番組「日本全国石原まさし　まさしのミュージックチャンプルー」で共演した際、松原の普段のトークでのおおらかな語り口を「リラックスボイス」と表現した。
デビューして間もない頃、斎藤佑樹の「ハンカチ王子」、石川遼の「ハニカミ王子」の愛称が流行っており、松原は「ハチキレ王子」のニックネームを思いつくが、先輩演歌歌手の川中美幸に相談したところ「温かく包みこむような歌声だから、ハチキレ王子ではなく羽毛布団王子よ」と命名される。しかし「羽毛布団王子」は少々長いため結局、涼やかで濁りのない歌声のイメージから、前述の「雪歌の貴公子」と呼ばれている。
「奇跡が宿る歌声」「澄んだ高音のボーカルは一度聞いたら忘れられない美しさ」「どんな曲をカバーしても新鮮な驚きがある」「透き通るように美しいだけではなく揺るぎない強さや情熱を秘めている」「透明感あふれるボーカルは冬や雪を歌っても、寒さや冷たさを包み込むような温もりを持ち希望を感じさせてくれる」「悲しみに寄り添う繊細で純粋な歌声」「折り目正しく誠実な日本語の歌唱」等、ファンや音楽関係者などからも高く評価されている。
兵庫県神戸市・向陽病院名誉院長であり、音楽療法を長年研究してきた山口陽雄（精神科医）が、テレビで聞いた松原健之の歌声に感銘を受け、音楽療法のCDが制作された。作曲は山口陽雄（岡陽雄名義）。ミニアルバム『風よはこんで』内の『風よはこんで』『さくら花』『気儘な恋人』『かくれんぼ』『愛のルミナリエ』『おめでとう』の6曲及び、『松原健之ベストアルバム7』の『あなたに花を』。
2015年6月30日に声帯ポリープの一部を除去する手術を行い約1ヶ月間、歌が歌えなかったが、8月2日のコンサートツアー初日から復帰。術後の声の調子に全く問題はなく、従来の美しい高音は変わらなかった。
2005年デビューシングル『金沢望郷歌』に続き、2007年2ndシングル『あの町へ帰りたい』、2008年3rdシングル『冬のひまわり』は、五木寛之作詞、弦哲也作曲、前田俊明編曲による叙情歌三部作であり根強い人気を誇る。
石川県や北陸、東北、北海道など、寒い地方を舞台とした歌が多いが、雪があまり降らない静岡県袋井市の出身である。
2010年に新曲『雪』をリリースしたこともあり、7月10日、STVラジオにて松原の初の冠番組『松原健之 歌をあなたに』が開始。それに伴い北海道での仕事も増え、北海道在住の熱心なファンが多い。その後も『花咲線～いま君に逢いたい～』『最北シネマ』など、北海道を舞台にした歌が複数作られている。
2011年『Elegy こころの道』は、五木寛之が東日本大震災での東北復興を願って作詞した曲である。
2021年『また逢いたいね』は、デビュー前の松原に発声や歌唱を指導した恩師の茜まさおが作詞。
恩師・松永伍一は生前、松原健之のために詩を10篇ほど遺してくれた。後にこの詩の数点に作曲家がメロディーをつけ完成した歌が、新曲としてCDに収録された（藤澤ノリマサ作曲『ブルー・スカイ〜あなたと飛びたい〜』、鈴木淳作曲『蛍よ』、中島卓偉作曲『わたしはピエロ』）。
事務所がアップフロントグループのため、ハロプロアイドルが松原健之の楽曲に参加することが多い。
- 雪風　2020年　※ピアノ演奏：小林萌花（BEYOOOOONDS）[55][56][57]
- 悲しみのニューヨーク MV(2021ver.）　2021年　松原健之 with 中島卓偉・譜久村聖・金澤朋子[58]
- 風のブーケ　2021年　松原健之 feat. 植村あかり(Juice=Juice)＆川村文乃(アンジュルム)＆小片リサ[59]
- 夢を抱いて走れ　2022年　松原健之 with 宮崎由加 ＆ 伊勢鈴蘭(アンジュルム)[60]
- 岬めぐり　2022年　松原健之 with 宮崎由加 ＆ 伊勢鈴蘭(アンジュルム)[60]
- カサブランカ　2023年　※ピアノ演奏：小林萌花（BEYOOOOONDS）[61]

温厚で社交的な性格で、交友関係が広い。
男性若手演歌歌手を集めた『演歌男子。』コンサートや、テイチクレコード男性若手演歌歌手のユニット・テイチクサムライではリーダー的役割を果たしている。
松原と同じく2005年デビューである演歌歌手・長谷川真吾と同期のため、デビューから数年間は共演が多かった（長谷川からは「親友」と呼ばれていた）。
後輩のこおり健太と親しく、松原の『ふるさとの空遠く』MVには、こおりが友情出演していることで話題となった。
2021年新曲『風のブーケ』等の作曲を担当した中島卓偉からは「ソウルメイト」と言われる間柄。中島は「松原健之の生歌を聴いたことがない方は人生かなり損してます」とライナーノーツに記している。
2023年新曲『カサブランカ』は友人の工藤慎太郎が松原の声をイメージして個人的に作ったバラード曲（作編曲は小倉良）。これを松原が観客の前で何回か披露したところ大好評で、CD化の要望が殺到したため多少手直しし、20枚目のシングルとしてリリースされた。
双子画家の岡本優・岡本修とも親しく、松原健之オフィシャルグッズのイラスト等を担当してもらうことも多い。
お笑いコンビのヴィレッジ・坪井信也とは同じ高校の同級生であり、現在も親交がある。相方の甲賀大介とも仲が良い。
通常のライブやコンサート活動の他、CDショップやショッピングモール等での新譜CD販促キャンペーンを頻繁に行っている。観覧者は間近で生歌を聞くことができ、CD購入者には特典の握手会が用意されている事が多い。歌の合間のトークの面白さにも定評がある。師の五木寛之の「地方が大事だ」という言葉を受け「歌で地方を元気にしたい、日本中の様々な人に、癒やしになる歌を届けたい」という強い想いを抱いている。「“この人の歌を聞きたいから、もうちょっと生きてみよう”というような、誰かにとってささやかな光でありたい」。
特技は卓球、ギター弾き語り、スイミング。手書きの字の達筆さでも有名。趣味は温泉めぐり。好きな動物は猫。好きな色は黒、赤。好きな食べ物はカレー、豚肉料理（沖縄のあぐー豚の豚しゃぶ）。苦手な食べ物はミョウガ、パクチー。夢は「平和な日本」。好きな言葉は「人生は一度きり。楽しまなくちゃ！」

## ディスコグラフィ

### シングル
- 小松原たけし名義（オールエナジーレコード）

| # | 発売日         | 曲順 | タイトル   | 作詞   | 作曲     | 編曲     | 規格品番   |
| - | -------------- | ---- | ---------- | ------ | -------- | -------- | ---------- |
| 1 | 2002年 8月15日 | 02   | 旅の終りに | 立原岬 | 菊池俊輔 | 菊池俊輔 | AEIP-10015 |

- 松原健之名義（テイチクエンタテインメント）

| #  | 発売日          | 曲順 | タイトル                            | 作詞         | 作曲                      | 編曲            | オリコン 最高順位 | 規格品番                  |
| -- | --------------- | ---- | ----------------------------------- | ------------ | ------------------------- | --------------- | ----------------- | ------------------------- |
| 1  | 2005年 9月21日  | 01   | 金沢望郷歌                          | 五木寛之     | 弦哲也                    | 前田俊明        | -                 | TECA-12021                |
| 1  | 2005年 9月21日  | 02   | 金沢望郷歌 (合唱バージョン)         | 五木寛之     | 弦哲也                    | 前田俊明        | -                 | TECA-12021                |
| 1  | 2005年 9月21日  | 03   | もし翼があったなら                  | 五木寛之     | 羽毛田丈史                | 杉内信介        | -                 | TECA-12021                |
| 2  | 2007年 3月21日  | 01   | あの町へ帰りたい                    | 五木寛之     | 弦哲也                    | 前田俊明        | -                 | TECA-12089                |
| 2  | 2007年 3月21日  | 02   | 内灘海岸                            | 五木寛之     | 弦哲也                    | 若草恵          | -                 | TECA-12089                |
| 3  | 2008年 1月23日  | 01   | 冬のひまわり                        | 五木寛之     | 弦哲也                    | 前田俊明        | 49位              | TECA-12124                |
| 3  | 2008年 1月23日  | 02   | 帰郷                                | 坂口照幸     | 弦哲也                    | 宮崎慎二        | 49位              | TECA-12124                |
| 4  | 2008年 8月27日  | 01   | 愛のうた                            | 五木寛之     | 池高志                    | 桜庭伸幸        | -                 | TECA-12150                |
| 4  | 2008年 8月27日  | 02   | 遠野ものがたり                      | 五木寛之     | 立原岬 塩入俊哉（補作曲） | 宮崎慎二        | -                 | TECA-12150                |
| 5  | 2009年 8月19日  | 01   | マリモの湖                          | 水木れいじ   | 五木ひろし                | 伊戸のりお      | 45位              | TECA-12185                |
| 5  | 2009年 8月19日  | 02   | 北の物語り                          | 荒木とよひさ | 五木ひろし                | 川村栄二        | 45位              | TECA-12185                |
| 6  | 2010年 4月21日  | 01   | 雪 (シングルバージョン)             | 岡本おさみ   | 国安修次                  | 鈴木豪          | -                 | TECA-12230                |
| 6  | 2010年 4月21日  | 02   | 初恋 (シングルバージョン)           | 村下孝蔵     | 村下孝蔵                  | 鈴木豪          | -                 | TECA-12230                |
| 7  | 2011年 5月25日  | 01   | 歌の旅びと                          | 五木寛之     | 松坂文宏                  | 塩入俊哉        | -                 | TECA-12282                |
| 7  | 2011年 5月25日  | 02   | Elegy こころの道                    | 五木寛之     | ソンコ・マージュ          | 塩入俊哉        | -                 | TECA-12282                |
| 8  | 2012年 2月22日  | 01   | ときめきはバラード                  | 徳永章       | 堀内孝雄                  | 塩入俊哉        | -                 | TECA-12328                |
| 8  | 2012年 2月22日  | 02   | 微笑                                | 荒木とよひさ | 田尾将実                  | 塩入俊哉        | -                 | TECA-12328                |
| 9  | 2012年 9月19日  | 01   | あなたに逢えて                      | 小椋佳       | 小椋佳                    | 萩田光雄        | 46位              | TECA-12374                |
| 9  | 2012年 9月19日  | 02   | 想い出の君へ                        | 小椋佳       | 小椋佳                    | 萩田光雄        | 46位              | TECA-12374                |
| 10 | 2013年 5月1日   | 01   | 北の冬薔薇                          | 石原信一     | 弦哲也                    | 奥慶一          | 36位              | TECA-12432                |
| 10 | 2013年 5月1日   | 02   | 思い出してごらん                    | 石原信一     | 弦哲也                    | 奥慶一          | 36位              | TECA-12432                |
| 11 | 2014年 3月19日  | 01   | ふるさとの空遠く                    | 石原信一     | 弦哲也                    | 奥慶一          | 35位              | TECA-12502                |
| 11 | 2014年 3月19日  | 02   | Greensleeves －夕映えの小径－       | 宮田純花     | イングランド民謡          | 奥慶一          | 35位              | TECA-12502                |
| 12 | 2015年 1月21日  | 01   | 雪明かりの駅                        | 五木寛之     | 藤澤ノリマサ              | 長谷川智樹      | 29位              | TECA-12572                |
| 12 | 2015年 1月21日  | 02   | 三日月が綺麗だから                  | つんく       | 藤澤ノリマサ              | 長谷川智樹      | 29位              | TECA-12572                |
| 12 | 2015年 1月21日  | 03   | 金沢望郷歌 －10周年バージョン－     | 五木寛之     | 弦哲也                    | 奥慶一          | 29位              | TECA-12572                |
| 13 | 2016年 5月11日  | 01   | 木蘭の涙                            | 山田ひろし   | 柿沼清史                  | 小林信吾        | 29位              | TECA-13668                |
| 13 | 2016年 5月11日  | 02   | ブルー・スカイ 〜あなたと飛びたい〜 | 松永伍一     | 藤澤ノリマサ              | 五十嵐宏治      | 29位              | TECA-13668                |
| 14 | 2016年 11月16日 | 01   | みちのく ふゆほたる                 | 北村けいこ   | 川音稔                    | 鈴木豪          | 28位              | TECA-13723                |
| 14 | 2016年 11月16日 | 02   | 夕風にひとり                        | 西井戸学     | 多田朗人                  | 鈴木豪          | 28位              | TECA-13723                |
| 15 | 2017年 10月11日 | 01   | 花咲線 〜いま君に会いたい〜         | 石原信一     | 幸耕平                    | 矢野立美        | 12位              | TECA-13794 (通常盤)       |
| 15 | 2017年 10月11日 | 02   | 通りゃんせ                          | 門谷憲二     | 佐藤公彦                  | 澤口和彦        | 12位              | TECA-13794 (通常盤)       |
| 15 | 2018年 5月16日  | 02   | いとしき知床                        | 石原信一     | 幸耕平                    | 矢野立美        | 12位              | TECA-13844 (アンコール盤) |
| 16 | 2018年 11月28日 | 01   | 最北シネマ                          | 石原信一     | 幸耕平                    | 萩田光雄        | 21位              | TECA-13880 (通常盤)       |
| 16 | 2018年 11月28日 | 02   | 花、闌の時                          | 小椋佳       | 小椋佳                    | 奥慶一          | 21位              | TECA-13880 (通常盤)       |
| 16 | 2019年 6月19日  | 02   | 宗谷遥かに                          | 石原信一     | 幸耕平                    | 鈴木豪          | 21位              | TECA-13938 (アンコール盤) |
| 17 | 2020年 9月30日  | 01   | 雪風                                | KAN          | KAN                       | KAN             | 28位              | TECA-20036 (通常盤)       |
| 17 | 2020年 9月30日  | 02   | 悲しみのニューヨーク                | 伊藤薫       | 鈴木豪                    | 鈴木豪          | 28位              | TECA-20036 (通常盤)       |
| 17 | 2021年 2月10日  | 03   | 蛍よ                                | 松永伍一     | 鈴木淳                    | 塩入俊哉        | 28位              | TECA-21012 (アンコール盤) |
| 18 | 2021年 9月29日  | 01   | 風のブーケ                          | 石原信一     | 中島卓偉                  | 鈴木豪          | 21位              | TECA-21032 (通常盤)       |
| 18 | 2021年 9月29日  | 02   | また逢いたいね                      | 茜まさお     | 中島卓偉                  | 鈴木豪          | 21位              | TECA-21032 (通常盤)       |
| 18 | 2022年 2月16日  | 02   | 北陸本線                            | 喜多條忠     | 杉本眞人                  | 猪股義周        | 21位              | TECA-22010 (アンコール盤) |
| 19 | 2022年 6月29日  | 01   | 夢を抱いて走れ                      | 渡辺なつみ   | 平川達也                  | 鎌田雅人        | 28位              | TECA-22030 (通常盤)       |
| 19 | 2022年 6月29日  | 02   | 岬めぐり                            | 山上路夫     | 山本厚太郎                | 鈴木豪          | 28位              | TECA-22030 (通常盤)       |
| 19 | 2022年 9月21日  | 02   | 悲しみの旅人よ                      | 石原信一     | 浜圭介                    | 猪股義周        | 28位              | TECA-22047 (アンコール盤) |
| 20 | 2023年 7月5日   | 01   | カサブランカ                        | 工藤慎太郎   | 小倉良                    | 小倉良          | 31位              | TECA-23035 (通常盤)       |
| 20 | 2023年 7月5日   | 02   | 敦賀半島                            | 伊藤薫       | 伊藤薫                    | 鈴木豪          | 31位              | TECA-23035 (通常盤)       |
| 20 | 2023年 9月27日  | 02   | 桜ひとひら                          | 工藤慎太郎   | 小倉良                    | 小倉良          | 31位              | TECA-23057 (アンコール盤) |
| 21 | 2024年 6月19日  | 01   | 金沢望郷歌 2024                     | 五木寛之     | 弦哲也                    | 前田俊明 鈴木豪 | 29位              | TECA-24022 (通常盤)       |
| 21 | 2024年 6月19日  | 02   | あなたに逢いたい                    | 五木寛之     | 弦哲也                    | 鈴木豪          | 29位              | TECA-24022 (通常盤)       |
| 21 | 2024年 10月16日 | 02   | 門司港フェリー                      | 喜多條忠     | 小倉良                    | 小倉良          | 29位              | TECA-24057 (アンコール盤) |
| 22 | 2025年 6月18日  | 01   | 愛になるふたり                      | いのうえ佳世 | 江口隆法                  | 佐藤準          | 28位              | TECA-25028                |
| 22 | 2025年 6月18日  | 02   | 時にはあなたの…                     | 城山正志     | 西尾澄気                  | 佐藤準          | 28位              | TECA-25028                |

- DVD付 (シングルCD+DVD)

| #  | 発売日         | 曲順 | タイトル                           | DVD収録内容                                                                                                 | 規格品番   |
| -- | -------------- | ---- | ---------------------------------- | --- | ---------- |
| 11 | 2014年10月22日 | 01   | ふるさとの空遠く                   | ふるさとの空遠く ミュージックビデオ ふるさとの空遠く カラオケ字幕付き映像                                   | TECA-15557 |
| 11 | 2014年10月22日 | 02   | Greensleeves－夕映えの小径－       | ふるさとの空遠く ミュージックビデオ ふるさとの空遠く カラオケ字幕付き映像                                   | TECA-15557 |
| 12 | 2015年2月18日  | 01   | 雪明かりの駅                       | 雪明かりの駅 ミュージックビデオ 三日月が綺麗だから ミュージックビデオ 特典映像                              | TECA-15586 |
| 12 | 2015年2月18日  | 02   | 三日月が綺麗だから                 | 雪明かりの駅 ミュージックビデオ 三日月が綺麗だから ミュージックビデオ 特典映像                              | TECA-15586 |
| 12 | 2015年2月18日  | 03   | 金沢望郷歌－10周年バージョン－     | 雪明かりの駅 ミュージックビデオ 三日月が綺麗だから ミュージックビデオ 特典映像                              | TECA-15586 |
| 13 | 2016年5月11日  | 01   | 木蘭の涙                           | 木蘭の涙 ミュージックビデオ 映像特典 (メイキング & メッセージ)                                              | TECA-15685 |
| 13 | 2016年5月11日  | 02   | ブルー・スカイ〜あなたと飛びたい〜 | 木蘭の涙 ミュージックビデオ 映像特典 (メイキング & メッセージ)                                              | TECA-15685 |
| 14 | 2016年11月16日 | 01   | みちのく ふゆほたる                | みちのく ふゆほたる ミュージックビデオ 映像特典 (メイキング)                                                | TECA-15728 |
| 14 | 2016年11月16日 | 02   | 夕風にひとり                       | みちのく ふゆほたる ミュージックビデオ 映像特典 (メイキング)                                                | TECA-15728 |
| 15 | 2017年10月11日 | 01   | 花咲線〜いま君に会いたい〜         | 花咲線〜いま君に会いたい〜 ミュージックビデオ 映像特典 (MVメイキング)                                       | TECA-15795 |
| 15 | 2017年10月11日 | 02   | 通りゃんせ                         | 花咲線〜いま君に会いたい〜 ミュージックビデオ 映像特典 (MVメイキング)                                       | TECA-15795 |
| 16 | 2018年11月28日 | 01   | 最北シネマ                         | 最北シネマ ミュージックビデオ 映像特典 (MVメイキング)                                                       | TECA-15881 |
| 16 | 2018年11月28日 | 02   | 花、闌の時                         | 最北シネマ ミュージックビデオ 映像特典 (MVメイキング)                                                       | TECA-15881 |
| 17 | 2020年10月14日 | 01   | 雪風                               | 雪風 ミュージックビデオ 悲しみのニューヨーク ミュージックビデオ 映像特典 (レコーディング密着メイキング映像) | TECA-20037 |
| 17 | 2020年10月14日 | 02   | 悲しみのニューヨーク               | 雪風 ミュージックビデオ 悲しみのニューヨーク ミュージックビデオ 映像特典 (レコーディング密着メイキング映像) | TECA-20037 |
| 18 | 2021年9月29日  | 01   | 風のブーケ                         | 風のブーケ ミュージックビデオ 特典映像 (メイキング・インタビュー)                                           | TECA-21033 |
| 18 | 2021年9月29日  | 02   | また逢いたいね                     | 風のブーケ ミュージックビデオ 特典映像 (メイキング・インタビュー)                                           | TECA-21033 |
| 19 | 2022年6月29日  | 01   | 夢を抱いて走れ                     | 夢を抱いて走れ ミュージックビデオ 特典映像 (メイキング・インタビュー)                                       | TECA-22031 |
| 19 | 2022年6月29日  | 02   | 岬めぐり                           | 夢を抱いて走れ ミュージックビデオ 特典映像 (メイキング・インタビュー)                                       | TECA-22031 |
| 20 | 2023年7月5日   | 01   | カサブランカ                       | カサブランカ ミュージックビデオ 特典映像 (メイキング・インタビュー)                                         | TECA-23036 |
| 20 | 2023年7月5日   | 02   | 敦賀半島                           | カサブランカ ミュージックビデオ 特典映像 (メイキング・インタビュー)                                         | TECA-23036 |
| 21 | 2024年6月19日  | 01   | 金沢望郷歌 2024                    | 金沢望郷歌 2024 ミュージックビデオ 特典映像 (メイキング・インタビュー)                                      | TECA-24023 |
| 21 | 2024年6月19日  | 02   | あなたに逢いたい                   | 金沢望郷歌 2024 ミュージックビデオ 特典映像 (メイキング・インタビュー)                                      | TECA-24023 |

#### デュエット・シングル
| 発売日         | デュエット | 曲順 | タイトル                            | 作詞       | 作曲     | 編曲       | 規格品番   |
| -------------- | ---------- | ---- | ----------------------------------- | ---------- | -------- | ---------- | ---------- |
| 2012年 7月25日 | 北山たけし | 01   | 奥入瀬恋歌                          | 田久保真見 | 樋口義高 | 矢野立美   | TECA-12360 |
| 2012年 7月25日 | 北山たけし | 02   | 夢去りし街角                        | 谷村新司   | 堀内孝雄 | 鈴木豪     | TECA-12360 |
| 2013年 7月17日 | 伊藤薫     | 01   | 悲しみの雨                          | 伊藤薫     | 伊藤薫   | 田代耕一郎 | TECA-12463 |
| 2013年 7月17日 | 伊藤薫     | 02   | 秋の手紙                            | 伊藤薫     | 伊藤薫   | 田代耕一郎 | TECA-12463 |
| 2018年 8月15日 | みずき舞   | 01   | カナダからの手紙                    | 橋本淳     | 平尾昌晃 | 鈴木豪     | TECA-13867 |
| 2018年 8月15日 | みずき舞   | 02   | 二人でお酒を (デュエットバージョン) | 山上路夫   | 平尾昌晃 | 鈴木豪     | TECA-13867 |

#### 企画シングル
- がんばろうニッポン 愛は勝つ シンガーズ名義。

| 発売日         | 曲順 | タイトル | 作詞 | 作曲 | 編曲         | 規格品番  |
| -------------- | ---- | -------- | ---- | ---- | ------------ | --------- |
| 2011年 6月22日 | 01   | 愛は勝つ | KAN  | KAN  | KAN 矢代恒彦 | EPCE-5796 |

### アルバム

#### オリジナル・アルバム
| 発売日         | タイトル                               | 規格品番   |
| -------------- | -------------------------------------- | ---------- |
| 2006年6月21日  | 桜橋から                               | TECE-20643 |
| 2008年6月25日  | こころの旅                             | TECE-20766 |
| 2010年1月20日  | 旅立つ季節に                           | TECE-30900 |
| 2011年12月14日 | 風よはこんで                           | UFCW-1022  |
| 2012年7月25日  | こころの歌 訪ね旅                      | TECE-3082  |
| 2018年7月18日  | 松原健之が歌う 平尾昌晃 永遠の名曲選集 | TECE-3496  |

#### ベスト・アルバム
| 発売日         | タイトル                 | 規格品番   |
| -------------- | ------------------------ | ---------- |
| 2010年10月20日 | 松原健之 ベストアルバム  | TECE-30945 |
| 2013年2月20日  | 松原健之 ベストアルバム2 | TECE-3143  |
| 2013年10月23日 | 松原健之 ベストアルバム3 | TECE-3208  |
| 2015年12月16日 | 松原健之 ベストアルバム4 | TECE-3350  |
| 2017年5月17日  | 松原健之 ベストアルバム5 | TECE-3436  |
| 2019年9月18日  | 松原健之 ベストアルバム6 | TECE-3539  |
| 2021年11月17日 | 松原健之 ベストアルバム7 | TECE-3664  |
| 2023年11月1日  | 松原健之 ベストアルバム8 | TECE-3710  |

#### 参加アルバム
- 小松原たけし名義。

| 発売日         | タイトル   | 収録曲          | 規格品番   |
| -------------- | ---------- | --------------- | ---------- |
| 2003年10月22日 | 童謡の秘密 | ふるさと 桃太郎 | VICS-60152 |

- 松原健之名義。

| 発売日        | タイトル                         | 収録曲       | 規格品番   |
| ------------- | -------------------------------- | ------------ | ---------- |
| 2013年2月20日 | 未恋ソングス〜片想いのカタチ〜   | 初恋         | TECH-25330 |
| 2013年4月17日 | みんなの声〜若いってすばらしい〜 | たしかなこと | TECI-1362  |

### 映像作品
| 発売日         | タイトル                                           | 規格 | 規格品番   |
| -------------- | -------------------------------------------------- | ---- | ---------- |
| 2010年4月21日  | 松原健之 ファーストコンサート in 日本青年館        | DVD  | TEBE-39068 |
| 2011年12月7日  | 松原健之 映像コレクション                          | DVD  | TEBE-30096 |
| 2013年7月17日  | 松原健之コンサートツアー2013 in 磐田市民文化会館   | DVD  | TEBE-39137 |
| 2015年11月18日 | 松原健之コンサートツアー2015 in 浅草公会堂         | DVD  | TEBE-39198 |
| 2017年9月20日  | 松原健之コンサートツアー2017 in 磐田市民文化会館   | DVD  | TEBE-45241 |
| 2020年2月19日  | 松原健之コンサートツアー2019 in 菊川文化会館アエル | DVD  | TEBE-45293 |

### タイアップ曲・主題歌
| 年     | 楽曲                       | タイアップ                                                         |
| ------ | -------------------------- | ------------------------------------------------------------------ |
| 2002年 | 旅の終りに                 | 劇団前進座舞台『旅の終りに』主題歌 ※小松原たけし名義。インディーズ |
| 2011年 | 歌の旅びと                 | NHKラジオ『ラジオ深夜便・五木寛之の歌の旅びと』テーマソング        |
| 2012年 | あなたに逢えて             | 映画『北のカナリアたち』公式応援ソング                             |
| 2015年 | 雪明かりの駅               | NHKラジオ『ラジオ深夜便』深夜便のうた(2015年1月〜3月)              |
| 2018年 | 花咲線〜いま君に会いたい〜 | テレビ埼玉『夢劇場音楽堂』EDテーマ(2018年5月度)                    |
| 2020年 | 雪風                       | TBS系『ひるおび』EDテーマ(2020年11月度)                            |
| 2021年 | 風のブーケ                 | MBSテレビ『西乃風ブラン堂』OPテーマ                                |
| 2021年 | 風のブーケ                 | MBSラジオ『西乃風ブラン堂ラジオ』OPテーマ                          |
| 2021年 | 風のブーケ                 | TBS系『ひるおび』EDテーマ(2021年11月度)                            |
| 2022年 | 夢を抱いて走れ             | BS-TBS『噂の!東京マガジン』EDテーマ(2022年7月〜9月)                |
| 2022年 | 悲しみの旅人よ             | 劇団前進座舞台『雨あがる』主題歌                                   |
| 2023年 | カサブランカ               | TBS系『ひるおび』EDテーマ(2023年7月度)                             |
| 2023年 | カサブランカ               | MBSテレビ『西乃風ブラン堂』OPテーマ                                |
| 2023年 | カサブランカ               | MBSラジオ『西乃風ブラン堂ラジオ』OPテーマ                          |

## 出演

### テレビ
- じゃんけんぽん（テレビ金沢） - ゲスト・不定期出演
- びービーみつばち（テレビ金沢） - ゲスト・不定期出演
- となりのテレ金ちゃん（テレビ金沢） - コーナーレギュラー
- 花のテレ金ちゃん（テレビ金沢） - レギュラー・月1出演（金曜日・不定期）
- 24時間テレビ 「愛は地球を救う」（テレビ金沢） - ゲスト
- 洋子の演歌一直線（テレビ東京）
- NHK歌謡コンサート（NHK総合）
- 歌の楽園（テレビ東京） - 準レギュラー
- 徳光&コロッケの“名曲の時間です” （テレビ東京）
- 歌謡チャリティーコンサート（NHK総合)
- NHKのど自慢（NHK総合・ラジオ第1)　石川県白山市(2013年10月6日)、群馬県渋川市（2016年2月21日）、大分県別府市（2017年1月8日）、香川県多度津町（2017年10月15日）、静岡県静岡市（2018年8月12日）
- 木曜8時のコンサート〜名曲！にっぽんの歌〜（テレビ東京）
- ごきげん歌謡笑劇団（NHK総合）
- 演歌男子。（歌謡ポップスチャンネル）
- 金曜７時のコンサート〜名曲！にっぽんの歌〜（テレビ東京）
- うたコン（NHK総合）
- 夢劇場音楽堂（BSフジ）
- 夢劇場歌謡フェスティバル（BSフジ）
- 月～金お昼のソングショー ひるソン！（テレビ東京）
- ごごナマ ごごウタ（NHK総合）
- 開運音楽堂（TBS)
- BS12歌謡ナイト jazzyなライブショー（BS12）
- BS日本のうた（NHK BSプレミアム）
- 日本の名曲 人生、歌がある（BS朝日）
- 日本の名曲 世界の名曲 人生、歌がある（BS朝日）
- 人生、歌がある（BS朝日）
- うたなび!（2018年5月 - 、日音制作） - 準レギュラー「こぶしdePR」MC（月1回）
- はやウタ（NHK総合）
- あなたが出会った昭和の名曲（BSイレブン）
- 新　歌謡曲の匠（BS12）
- 昭和歌謡ベストテン（BS-TBS）
- 昭和歌謡ベストテンDX（BS-TBS）
- 歌のサンセット（テレビ東京）
- 昭和歌謡パレード（BSフジ）
- 歌謡決定版（歌謡ポップスチャンネル）
- 八代亜紀いい歌いい話（BSイレブン）
- BS演歌の花道（BSテレ東）
- 徳光和夫の名曲にっぽん（BSテレ東）
- 演歌男子。LIVEシリーズ 「松原健之の映画音楽」（歌謡ポップスチャンネル）（2022年2月13日）
- 松原健之コンサートツアー2022（歌謡ポップスチャンネル）
- 日本歌手協会歌謡祭（BSテレ東）
- プレイバック日本歌手協会歌謡祭（BSテレ東）
- パクタクおたすけ隊（チャンネル銀河）
- 知里のミュージックエッセンスPartII（チバテレ）
- 歌謡プレミアム（BS日テレ）
- テイチクサムライアワー コンサート（BSイレブン）
- 若手人気スター歌謡ショー（BSイレブン）
- 新・3人の歌仲間 with DAM CHANNEL 演歌（BS日テレ）
- 3秒聴けば誰でもわかる名曲ベスト100（テレビ東京）
- 新・BS日本のうた（NHK BSプレミアム）
- 弦哲也の人生夢あり歌もあり（テレビ金沢）
- 松原健之の出張！のとコン（『となりのテレ金ちゃん』内のコーナー）（テレビ金沢）

### ラジオ
- 兵藤ゆきのハッピーにゆきね〜!（2009年7月11日、東海ラジオ） - 兵藤ゆきのピンチヒッターを林マヤとともに担当
- 特選！うたわたり〜松原健之 歌をあなたに〜（2010年7月10日 - 現在放送中、STVラジオ  - レギュラー（毎月第3月曜　担当、18:30 - 19:00）/ 2014年8月2日 - 2021年3月22日、ラジオ関西）
- 松原健之・みやさと奏の音茶メロらじお（2012年7月1日 - 2018年3月31日・4月1日、南海放送・静岡放送・岩手放送・長崎放送・ラジオ佐賀 / 放送開始当初は岐阜放送・南海放送の2局） - レギュラー（みやさと奏と共演）
- ウィークエンドバラエティ 日高晤郎ショー（STVラジオ）
- 松原健之のJ-BALLAD（2017年4月12日 - 2018年3月14日、i-dio TS ONE） - レギュラー（毎月第2水曜　担当）
- 松原健之・Bitter & Sweetの音茶メロらじお（2018年4月7日・8日 - 2025年途中、南海放送・静岡放送・岩手放送・長崎放送・ラジオ佐賀・新潟放送・北陸放送・岐阜放送・ラジオ関西） - レギュラー（Bitter & Sweetと共演）※岩手放送、新潟放送、岐阜放送は30分版、他放送局は15分版
  - 松原健之と長谷川萌美の音茶メロらじお - ※Bitter & Sweetの活動終了に伴い改題
- 松原健之 こころの旅（2021年4月4日 - 現在放送中、ラジオ関西）- レギュラー（毎週日曜、18:00 - 18:30）※毎週、リスナーからのリクエストに応じる形でギターの弾き語りコーナーがある。

### インターネット
- MUSIC+（#41・#42、2015年2月13日・20日、YouTube） - ゲスト[97][98]
- MUSIC+（#48 - #88、2015年4月10日 - 2016年1月22日、YouTube） - レギュラーMC（岡田万里奈、長谷川萌美と担当）[99]
- アプカミ（#1 - #61、2016年1月29日 - 2017年3月31日、YouTube） - レギュラーMC（岡田万里奈、長谷川萌美と担当）
- tiny tiny（#125 - 、2020年4月3日 - 、YouTube） - アシスタントMC（中島卓偉と交互に担当、レギュラーMC・みつばちまき）

### 映画
- 北のカナリアたち（2012年） - 青年医師(西岡) 役
- シンペイ〜歌こそすべて〜（2024年） - 演歌師 役（劇中で『船頭小唄』を歌唱）

### 雑誌
- 月刊TORA 連載「松原健之『歌をあなたに』」（2010年11月号 - 2011年4月号、ニチオン）
- 月刊歌謡アリーナ 連載「松原健之の“あなたに逢いたくて”」（2012年10月号 - 2014年12月号、夢グループ） - 毎月、さまざまなジャンルのゲストを招いた対談コーナー
- 月刊カラオケファン 連載「松原健之の普段着で逢いましょう」（2015年11月号 -、ミューズ）